# Degà (educació)
Un degà és una persona triada per presidir una facultat dins d'una universitat. El terme prové del llatí decanus, o "líder de deu", utilitzat originalment als monestirs medievals. Aquests usualment eren molt grans i incloïen cents de monjos. Per aquesta raó, els monjos eren organitzats en grups de deu per a propòsits administratius, cada un a càrrec d'un monjo de major rang, el degà. Més tard, el terme va passar a utilitzar-se per referir-se al cap d'una comunitat de sacerdots, a un capítol d'una catedral, o a una secció d'una diòcesi (un "deganat"). Quan les universitats van sorgir de les escoles de les catedrals i monestirs, el títol de degà va ser utilitzat per designar empleats amb diverses responsabilitats administratives.
També s'anomena "Degà" a la persona de major antiguitat en alguna institució educativa. És algú a qui se li reconeixen certs atributs que el fan ser una persona molt respectable entre els seus companys de feina, gràcies a l'experiència i vivències acumulades al llarg de la seva trajectòria acadèmica.